# Spanish Ladies

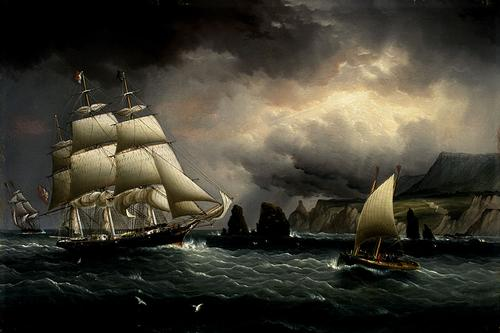
El buque clíper «Flying Cloud» frente a los farallones, isla de Wight (1859-1860), por James E. Buttersworth.

«Spanish Ladies» (en español, «Damas españolas») es una canción tradicional de la marina británica que describe un viaje desde España a los Downs, una rada en el sur del Mar del Norte, cerca del Canal de la Mancha, frente a la costa oriental de Kent, entre Foreland Norte y Sur, en el sur de Inglaterra, desde el punto de vista de los marineros de la Marina Real Británica.

## Orígenes
Una balada con el nombre de «Spanish Ladies» se registró en la Stationer's Company inglesa el 14 de diciembre de 1624. Sin embargo, la mención más antigua de la canción actual no aparece hasta el libro de registro de 1796 del HMS Nellie, por lo que es más probable que sea una invención de la era napoleónica. El momento de la mención en la bitácora de Nellie sugiere que la canción fue creada durante la guerra de la Primera Coalición (1793-1796), cuando la Marina Real Británica llevó suministros a España para ayudar en su resistencia a la Francia revolucionaria. Probablemente ganó popularidad durante la guerra de Independencia española, cuando los soldados británicos fueron transportados por toda la península ibérica para ayudar a los rebeldes que luchaban contra la ocupación francesa. Después de su victoria sobre la Grande Armée, estos soldados fueron devueltos a Gran Bretaña, pero se les prohibió traer a sus esposas, amantes e hijos españoles con ellos.
La canción es anterior a la propia aparición de la saloma marina. Las salomas eran las canciones de trabajo de los marineros mercantes, en lugar de las canciones navales. Sin embargo, en su novela de 1840 Poor Jack, el capitán Frederick Marryat informa de que la canción «Spanish Ladies», aunque alguna vez fue muy popular, estaba «ahora casi olvidada» y la incluyó en su totalidad para «rescatarla del olvido». La aparición de las salomas a mediados del siglo XIX revivió su fortuna, hasta el punto de que ahora a veces se incluye como una «canción prestada» dentro del género.

## Letra
«Spanish Ladies» es la historia de marineros navales británicos que navegan hacia el norte de España y a lo largo del Canal de la Mancha. La tripulación no puede determinar su latitud avistando, ya que la distancia entre Ouessant al sur y las Sorlingas al norte es amplia. En cambio, se ubican por la profundidad y el fondo arenoso que han sondeado. Arthur Ransome, en su novela Peter Duck, sugiere que la sucesión de cabos en la costa inglesa indica que el barco viró canal arriba alejándose de la costa francesa, identificando un nuevo punto de referencia en cada virada. Sin embargo, un verso (citado a continuación) afirma que tenían viento del suroeste y cuadraron sus velas mayores para navegar por el Canal, en lugar de batir contra el noreste.
Esta es la versión registrada en el Poor Jack de 1840. Es uno de muchas versiones existentes. Las variaciones notables se muestran entre paréntesis después de cada línea.
| Spanish Ladies | Damas españolas |
| --- | --- |
| Farewell and adieu to you, Spanish ladies, (alt: «...to Spanish ladies») Farewell and adieu to you, ladies of Spain; (alt: «...to ladies of Spain;») For we have received orders (alt: «...'re under orders») For to sail to old England, But we hope in a short time to see you again. (alt: «And we may ne'er see you fair ladies again.») (Chorus:) We'll rant and we'll roar, like true British sailors, We'll rant and we'll roar across the salt seas; (alt: «We'll range and we'll roam all on the salt seas;») Until we strike soundings In the Channel of old England, From Ushant to Scilly 'tis thirty-five leagues. (alt: «34» or «45»). Then we hove our ship to, with the wind at the sou'west, my boys, (alt: «We hove our ship to, with the wind from sou'west, boys,») Then we hove our ship to, for to strike soundings clear; (alt: «...deep soundings to take;» «...for to make soundings clear;») Then we filled the main topsail (alt: «'Twas 45 (or 55) fathoms with a white sandy bottom») And bore right away, my boys, (alt: «So we squared our main yard») And straight up the Channel of old England did steer. (alt: «And up channel did make.» or «...did steer») So the first land we made, it is called the Deadman, (alt: «The first land we sighted was callèd the Dodman») Next Ram Head, off Plymouth, Start, Portland, and the Wight; (alt: «Next Rame Head off Plymouth, Start, Portland, and Wight;») We sailèd by Beachy, (alt: «We sailed by Beachy / by Fairlight and Dover») By Fairly and Dungeness, And then bore away for the South Foreland light. (alt: «Until we brought to for...» or «And then we bore up for...») Now the signal it was made for the Grand Fleet to anchor (alt: «Then the signal was made...») All in the Downs that night for to meet; (alt: «...that night for to lie;») Then stand by your stoppers, (alt: «Let go your shank painter, / Let go your cat stopper») See clear your shank painters, Hawl all your clew garnets, stick out tacks and sheets. (alt: «Haul up your clewgarnets, let tack and sheets fly») Now let every man take off his full bumper, (alt: «Now let ev'ry man drink off his full bumper,») Let every man take off his full bowl; (alt: «And let ev'ry man drink off his full glass;») For we will be jolly (alt: «We'll drink and be jolly») And drown melancholy, With a health to each jovial and true hearted soul. (alt: «And here's to the health of each true-hearted lass.») | Adiós y adieu a ustedes, damas españolas, (alt: «...a las damas españolas») Adiós y adieu a ustedes, damas de España; (alt: «...a las damas de España;») Porque hemos recibido órdenes (alt: «... estamos bajo órdenes») Para zarpar hacia la vieja Inglaterra, Pero esperamos en poco tiempo volver a veros. (alt: «Y puede que no volvamos a veros, bellas damas») (Coro:) Despotricaremos y rugiremos, como verdaderos marineros británicos, Despotricaremos y rugiremos a través de los mares salados; (alt: «Rondaremos y vagaremos por todos los mares salados;») Hasta que hagamos sondeosEn el Canal de la vieja Inglaterra, De Ushant a Sorlingas hay treinta y cinco leguas. (alt: «34» ó «45»). Entonces izamos nuestro barco, con el viento del suroeste, mis muchachos, (alt: «Hemos izado nuestro barco, con el viento del suroeste, chicos,») Entonces izamos nuestro barco, para hacer sondeos con claridad; (alt: «...sondeos profundos a realizar;» «...para que los sondeos sean claros;») Entonces llenamos la gavia mayor (alt: «Eran 45 (o 55) brazas con un fondo de arena blanca») Y enfilamos de inmediato, mis muchachos, (alt: «Así que cuadramos nuestra verga mayor») Y subimos el canal de la vieja Inglaterra. (alt: «Y subimos por el canal» o «...nos dirigimos») Así que la primera tierra que hicimos, se llama el Deadman, (alt: «La primera tierra que avistamos se llamaba Dodman») El siguiente Ram Head, frente a Plymouth, Start, Portland, y Wight; (alt: «El siguiente Rame Head, frente a Plymouth, Start, Portland y Wight;») Navegamos por Beachy, (alt: «Navegamos por Beachy / por Fairlight y Dover») Por Fairly y Dungeness,Y luego nos dirigimos a la luz de Foreland Sur. (alt: «Hasta que tomamos para...» o "Y entonces boreamos para...») Ahora se hizo la señal para que la Gran Flota anclara (alt: «Entonces se hizo la señal...») Todos en los Downs esa noche para reunirse; (alt: «...esa noche para acostarse;») Entonces, quédate con tus topes, (alt: «Suelta tu shank painter, / Suelta tu tope de gato») Ve claro tus shank painters, Arranca todos granates de escota, saca las tachuelas y hojas. (alt: «Levantad vuestros granates de escota, dejad volar las tachuelas y hojas») Ahora que cada hombre se quite su paragolpes completo, (alt: «Ahora que cada hombre se quite su paragolpes completa») Que cada hombre se quite su tazón completo; (alt: «Y que cada hombre se beba su tazón completo;») Porque vamos a estar alegres (alt: «Beberemos y estaremos alegres») Y ahogar la melancolía, Con una salud para cada alma jovial y de corazón verdadero. (alt: «Y a la salud de cada muchacha de corazón verdadero») |

## Grabaciones tradicionales
Algunas interpretaciones tradicionales de la canción en inglés se pueden escuchar en el Archivo de Sonido de la Biblioteca Británica:
- Walter Pardon, un carpintero de Norfolk que la había aprendido de un hombre que a su vez lo había aprendido de un marinero[9]
- Ron Fletcher de Gloucestershire, quien la escuchó por primera vez cantada por dos ancianas en San Juan de Terranova, Newfoundland, mientras estaba sirviendo en la Segunda Guerra Mundial[10]
- Harold Sykes de Hull, Yorkshire[11]
- Eduardo Tise de Smarden, Kent[12]

Los coleccionistas de canciones folclóricas Edith Fowke, Laura Boulton y Helen Creighton grabaron versiones de cantantes tradicionales en Canadá, particularmente en Nueva Escocia.
Helen Hartness Flanders grabó a un hombre llamado William J. Thompson de Canaan, Vermont, en los Estados Unidos, cantando «Gay Spanish Ladies», que se puede escuchar en línea por cortesía de la Colección Helen Hartness Flanders.

## Variantes
La canción se ha encontrado en varias tonalidades menores y mayores diferentes. Cecil Sharp considera que la versión en tonos menores es la original.
Existen varias variantes que utilizan la misma melodía pero sustituyen la letra por otra diferente:
- «Brisbane Ladies» es una melodía australiana sobre arrieros en lugar de marineros.
- Una versión significativamente modificada llamada «The Ryans and the Pittmans», ampliamente conocida como «We'll Rant and We'll Roar», es de Terranova; esta versión fue grabada como «Rant and Roar» por Great Big Sea en su álbum Up.
- Hay una variante estadounidense en tono mayor llamada «Yankee Whalermen». Esta variante es cantada por el personaje Quint en la película Tiburón, y reinicia el destino de Inglaterra a Boston.
- Se creó una versión especialmente para el Bluenose, un famoso barco canadiense con base en Nueva Escocia.
- La canción forma parte de la composición Fantasia on British Sea Songs de Sir Henry J. Wood.
- John Tams grabó una variante llamada «The Spanis Bride» para la serie de televisión Sharpe con la letra cambiada para reflejar a los soldados británicos que regresaban a casa al final de la guerra de la Independencia española.

## En otros medios
Como se mencionó anteriormente, la canción se cita en su totalidad en la novela de 1840 Poor Jack. Aparece en parte en el capítulo 40 de Moby-Dick de Herman Melville y en el capítulo 7 de Post Captain, el segundo libro y en Treason's Harbor, el noveno libro de la serie de novelas de Aubrey-Maturin de Patrick O'Brian ambientadas durante las guerras napoleónicas. También aparece en los libros Swallows and Amazons y Missee Lee de Arthur Ransome y en las obras Monsoon y Blue Horizon de Wilbur Smith.
La canción apareció especialmente en la película Tiburón de 1975. También se cantó en la película de 2003 Master and Commander: The Far Side of the World, basada en los libros de O'Brian.
Robert Shaw, el actor que cantó la melodía en Tiburón, también la cantó años antes en un episodio de 1956 del programa de televisión The Buccaneers. También ha aparecido en las series Homicide, Sharpe, Hornblower, Jimmy Neutron, The Mentalist, Gossip Girl, Monsuno, y Turn.
Los videojuegos Assassin's Creed IV: Black Flag y Assassin's Creed: Rogue cuentan con «Spanish Ladies» como una de las salomas marinas coleccionables que los marineros del barco del jugador pueden comenzar a cantar mientras navegan entre islas mientras están fuera de combate.
En el episodio «Ladies in Red» de El mentalista, Patrick Jane canta la melodía para sí mismo mientras intenta encontrar el código correcto para abrir la habitación del pánico de la víctima.
Michael McCormack y el guitarrista Greg Parker grabaron una versión de la canción para los títulos finales del documental sobre la película Tiburón titulado The Shark Is Still Working: The Impact & Legacy of Jaws.
La cantautora australiana Sarah Blasko produjo una versión de la canción que apareció en la serie Turn: Washington's Spies.